# Monarchia, democrazia e oligarchia
Monarchia, democrazia e oligarchia (De unius in republica dominatione, populari statu, et paucorum imperio - in grecoː Περὶ μοναρχίας καὶ δημοκρατίας καὶ ὀλιγαρχίας) è un saggio di Plutarco, incluso nei suoi Moralia.

## Struttura
L'opera è poco più di un frammento. Inoltre,
Dopo un'introduzione sui vari significati del termine politèia, l’opuscolo ribadisce il pensiero tradizionale, di matrice platonico-aristotelica, sulle diverse forme costituzionali e le loro rispettive degenerazioni.
Pur riconoscendo che un bravo politico saprà operare bene anche in un’oligarchia di tipo spartano o in un ordinamento democratico, l’autore conclude che non esiste modello migliore di quello monarchico, l’unico in grado di «mantenere costante il tono realmente perfetto ed elevato della virtù e di sapersi accordare al pubblico interesse senza cedere a pressioni e senza voler compiacere nessuno».